# Laval (Québec)
Laval (čti [laval], francouzsky též Ville de Laval,) je město v kanadské provincii Québec. Leží na ostrovech Île Jésus a Îles Laval. Nachází se v jihozápadní části provincie, severně od Montrealu, s kterým tvoří aglomeraci a představuje jeho severní předměstí. Od Montrealu jej odděluje řeka Rivière des Prairies.

## Charakteristika města
Město vzniklo v roce 1965 spojením 14 měst montrealské aglomerace. Hospodářství města je založeno na odvětvích služeb a informačních technologií. V Lavalu jsou čtyři průmyslové parky. S Montrealem jej, kromě jiného, od roku 2007 spojuje oranžová linka metra. S druhým největším kanadským městem ho spojuje šest mostů.
Město bylo poměrně dlouhou dobu bylo považován za bydlící komunitu lidí, kteří docházeli za prací do Montrealu.

## Partnerská města
- Grenoble, Francie (2001)

- Laval, Francie (1984)
- Mu-tan-ťiang, Čína (2001)
- Nice, Francie (2000)
- Padova, Itálie (2011)
- Petach Tikva, Izrael (1986)

## Osobnosti města
- Martin St. Louis (* 1975). hokejista
- José Théodore (* 1976), hokejový brankář
- Sami Zayn (* 1984), wrestler a zápasník
- Stéphanie Duboisová (* 1986), tenistka
- Jonathan Bernier (* 1988), hokejový brankář
- Félix Lengyel (* 1995), influencer